# 1990年飓风丽丽
飓风丽丽（英語：Hurricane Lili）是1990年大西洋飓风季形成的一个中等强度热带气旋。系统是由中大西洋上空的亚热带气旋转变而成，在向西逼近美国东岸期间升级成飓风。风暴快速向西南偏西方向移动，不过最大持续风速始终没有超过每小时120公里。10月11日从百慕大以南约230公里海域经过后，风暴开始缓慢转向北上，因此没有登陆美国，在到达北卡罗莱纳州哈特拉斯角东南偏东方向约322公里洋面时减弱成热带风暴，并在此期间蜿蜒转向东北加速朝加拿大大西洋省份前进。10月14日，丽丽在新斯科舍近海转变成温带风暴，并于不久后登陆纽芬兰岛。
丽丽一度对百慕大构成威胁，该岛因此在风暴逼近期间进入飓风警告生效状态，但事实证明这只是虚惊一场，当地只出现阵风和小雨。部分计算机模型没有料到丽丽会转向北上，因此继续西进的飓风又对美国东岸构成显著威胁，南卡罗莱纳州里特河水湾到特拉华州亨洛彭角之间地区接获多份飓风观察预警和警告。风暴之后转朝北面移动，只在北卡罗莱纳州和宾夕法尼亚州引起轻度海滩侵蚀。丽丽在转变成温带气旋的同时开始影响加拿大大西洋省份，在新斯科舍和纽芬兰岛产生狂风，不过，没有出现风暴造成破坏和人员伤亡的报道。

## 气象历史
1990年10月上旬，亚速尔群岛西同方向的上层大气中有不具备热带天气系统特征的低气压天气系统存在。到10月6日时，低气压已下沉至地表，并在此期间迅速发展成亚热带气旋。系统在接下来几天里缓慢向西南方向前进，并逐渐发展出热带气旋特征，然后加速转向西面移动，于协调世界时10月11日凌晨0点成为飓风。受北面的高压脊影响，丽丽继续向西移动。气旋在升级成飓风的几乎同一时间就达到持续风速每小时120公里，最低气压987毫巴（百帕，29.15英寸汞柱）的最高强度，之后再也没有显著强化。此后，飓风的气压开始缓慢上升。10月11日晚，气旋从百慕大以南约230公里洋面经过。
丽丽逼近美国东岸后放缓移动速度并开始回转北上，从北卡罗莱纳州哈特拉斯角（Cape Hatteras）以东约314公里海域经过，于10月13日降级成热带风暴。气旋一度因过于接近热带风暴马可而引发藤原效应，两风暴围绕各自旋转。丽丽因纽芬兰岛上空的高气压影响转向东北，逐渐远离美国，气旋的前进速度也再度加快。风暴从新斯科舍海岸边缘掠过，于10月15日转变成温带气旋，并在穿越纽芬兰岛东南部后不久逐渐消散。

## 防灾措施和影响
10月11日，百慕大收到飓风警告，不过当天又替换成热带风暴警告，但风暴对该岛的实际影响仅限于阵风和小雨。气旋之后在在新斯科舍和纽芬兰岛产生狂风。
美国国家飓风中心对风暴动向的预测一度存在困难，部分预测模型认为丽丽会继续西进登陆北卡罗莱纳州，还有一些则认为气旋会避开陆地。官员下令奥克拉科克岛（Ocracoke Island）的民众疏散，北卡罗莱纳州和弗吉尼亚州海岸沿线接获各种热带气旋警告，警告范围还向南延伸到南卡罗莱纳州里特河水湾（Little River Inlet），向北扩展至特拉华州亨洛彭角（Cape Henlopen）。部分居民购买应急物资应对来袭的飓风。丽丽对陆地构成的影响很小，没有报道表明风暴造成了任何人员伤亡和重大破坏，北卡罗莱纳州海岸出现轻度海滩侵蚀。有报道称飓风产生的降水在宾夕法尼亚州南部，特别是亚当斯县的阿伦茨维尔（Arendtsville）及其周边地区引发洪灾，至少一户家庭被迫离开家园，还有一条州级高速公路被迫临时封闭。不过，美国国家飓风中心针对飓风丽丽的初步报告中没有确认这两起事件同风暴有关。